# 扎拉
35°32′41″N 7°30′56″E / 35.544798°N 7.515678°E
扎拉（阿拉伯语：‎），是阿爾及利亞的城鎮，位於該國東北部，由烏姆布瓦吉省負責管轄，是扎拉區的首府，面積205平方公里，2008年人口11,439，人口密度每平方公里56人。